# USL Dunkerque
Union Sportive du Littoral de Dunkerque jest to francuski klub piłkarski mający swoją siedzibę w mieście Dunkierka.
Zespół występuje obecnie w Ligue 2. Drużyna swoje mecze domowe rozgrywa na stadionie Stade Marcel-Tribut o pojemności 4200 miejsc.

## Historia
Klub został założony w 1909 roku. Mimo że historia klubu wynosi już ponad 100 lat, USL nigdy nie występował w wyższej klasie rozgrywkowej niż Ligue 2. Największym sukcesem klubu było dotarcie do półfinału Pucharu Francji w roku 1929 oraz ćwierćfinałów w 1930, 1937, 1968 oraz 1971.

## Sukcesy
- Mistrz regionu Nord-Pas-de-Calais (1): 1980

## Piłkarze

### Aktualny skład zespołu
Stan na 17 kwietnia 2021
| Nr | Poz. | Piłkarz               |
| -- | ---- | --------------------- |
| 1  | BR   | Jérémy Vachoux        |
| 2  | OB   | Emeric Dudouit        |
| 3  | OB   | Loïc Kouagba          |
| 5  | OB   | Jovanie Tchouatcha    |
| 6  | PO   | Jérémy Huysman        |
| 7  | NA   | Guillaume Bosca       |
| 8  | PO   | Thibault Vialla       |
| 9  | NA   | Kévin Rocheteau       |
| 10 | PO   | Dimitri Boudaud       |
| 11 | NA   | Billy Ketkeophomphone |
| 12 | OB   | Ibrahim Cissé         |
| 15 | OB   | Alioune Ba            |
| 16 | BR   | Dorian Salhi          |
| 17 | OB   | Harouna Sy            |
| 18 | NA   | Malik Tchokounté      |

| Nr | Poz. | Piłkarz                                     |
| -- | ---- | ------------------------------------------- |
| 19 | PO   | Leverton Pierre                             |
| 20 | PO   | Ilan Kebbal (wypożyczony ze Stade de Reims) |
| 21 | PO   | Nicolas Bruneel                             |
| 22 | PO   | Randi Goteni                                |
| 23 | OB   | David Kabamba Kalonji                       |
| 24 | PO   | Redouane Kerrouche                          |
| 25 | NA   | Jorris Romil                                |
| 27 | OB   | Adon Gomis                                  |
| 28 | OB   | Demba Thiam                                 |
| 29 | NA   | Cheick Diarra                               |
| 30 | BR   | Axel Maraval (kapitan)                      |
| 33 | OB   | Thomas Vannoye                              |
| 34 | PO   | Ozkan Cetiner                               |
| 40 | BR   | Marc-Antoine Guillaume                      |

## Sprawa Jeana-Marca Bosmana
W 1990 roku belgijski piłkarz Jean-Marc Bosman chciał się przenieś z rodzinnego R.F.C. de Liège do Dunkierki po tym jak skończył mu się kontrakt w belgijskim klubie. RFCL zgodziło się na transfer, jednakże zażądało od klubu z Dunkierki kwoty odstępnego. Bosman uznał to za złamanie unijnej dyrektywy o prawie wolnego przepływu osób i zaskarżył klub, belgijską federację i UEFA. W 1995 roku Trybunał Sprawiedliwości przyznał rację Bosmanowi, co spowodowało wielką zmianę w prawie transferowym na rynku piłkarskim.